# Plantago euryphylla
Plantago euryphylla är en grobladsväxtart som beskrevs av B.G. Briggs. Carolin och Pulley. Plantago euryphylla ingår i släktet kämpar, och familjen grobladsväxter. Inga underarter finns listade i Catalogue of Life.